# Elseya dentata
Elseya dentata là một loài rùa trong họ Chelidae. Loài này được Gray mô tả khoa học đầu tiên năm 1863.